# Уокер, Мидоу
Мидоу Рэйн Уокер (род. 4 ноября 1998 года) — американская модель и единственный ребёнок покойного актёра Пола Уокера.

## Ранний период жизни
Мидоу Уокер родилась 4 ноября 1998 года и была единственным ребенком актера Пола Уокера и Ребекки Сотерос. Она выросла на Гавайях, приезжая каждое лето на съемки саги фильмов "Форсаж" переехала жить к отцу в Калифорнию в возрасте 13 лет. Ее отец умер в 2013 году, после чего произошла битва за опеку.  Через два года, после смерти её отца, Уокер подала в суд на автомобильную компанию "Porsche", который был вскоре урегулирован. После, в 2016 году Мидоу выиграла суд против семьи Роджера Родаса. Размер компенсации составил $10 млн (что, по словам адвоката Мидоу, «является очень маленькой частью того, что мог бы заработать Пол Уокер»), частично доказав вину водителя.  Она хранила коллекцию кристаллов своего отца, в том числе один размером с портативный компьютер.

## Карьера

### Моделинг
Ее родители держали дочь в тени, и она не стремилась к известности, пока не начала свою модельную карьеру. Мидоу Уокер впервые подписала контракт с DNA Models в 2017 году. Она работала с Proenza Schouler и Givenchy, в чьи образы Мидоу была одета на свадьбе. Она открыла показ готовой одежды Givenchy Fall Winter 2021. На показах Schouler она работала вместе с Эллой Эмхофф.

## Личная жизнь
В августе 2021 года Мидоу Уокер объявила о помолвке с актером Луи Торнтоном-Алланом. Они поженились в октябре того же года в Доминиканской Республике. Хотя свадьба была небольшой и частной, она получила широкую огласку, включая интервью Vogue. Подвел к алтарю девушку, лучший друг ее отца по «Форсажу» - Вин Дизель, который является ее крестным отцом. В феврале 2024 года, стало известно о разводе Мидоу Уокер с мужем. Разошлись они на хорошей ноте, оставшись друзьями. Она также присутствовала на премьере «Форсаж 9», а после и приняла участие в съемках «Форсаж 10», где появилась в эпизодической роли. В социальных сетях намекнула, что появится в «Форсаж 11».
Мидоу Уокер интересуется йогой, акупунктурой и холистической медициной. Она продолжает благотворительную деятельность своего отца через природоохранную организацию The Paul Walker Foundation, которую она основала в 2015 году. Организация предлагает гранты студентам, изучающим морскую биологию. Она также работала с Сома Сарой, которая руководит движением против изнасилований «Все приглашены».
В июне 2022 года она сообщила, что сделала аборт в 2020 году.